# Buey Tambo
Buey Tambo ist eine Streusiedlung im Departamento Potosí im Hochland des südamerikanischen Andenstaates Bolivien.

## Lage im Nahraum
Buey Tambo ist größte Ortschaft des Kanton Quivincha im Municipio Betanzos in der Provinz Cornelio Saavedra. Die Ortschaft liegt auf einer Höhe von 3311 m am Ufer des Río Puma Waykhillo, der sich flussabwärts mit dem Río Mollewaykho vereinigt und zum Flusssystem des Río Pilcomayo gehört.

## Geographie
Buey Tambo liegt am südlichen Ende der Anden-Gebirgskette der Cordillera Central. Das Klima der Region ist ein typisches Tageszeitenklima, bei dem die mittlere Temperaturschwankung zwischen Tag und Nacht deutlicher ausfällt als zwischen Sommer und Winter.
Die Jahresdurchschnittstemperatur in der Region beträgt etwa 17 °C (siehe Klimadiagramm Betanzos), die Monatswerte schwanken nur unwesentlich zwischen 14 °C im Juni/Juli und 19 °C von November bis Januar. Die jährliche Niederschlagsmenge liegt bei knapp 500 mm, die Monate Mai bis September sind arid mit Monatswerten unter 15 mm, nur im Januar wird ein Niederschlag von 100 mm erreicht.

## Verkehrsnetz
Buey Tambo liegt in einer Entfernung von 55 Straßenkilometern südöstlich von Potosí, der Hauptstadt des Departamentos.
Von Potosí aus führt die Nationalstraße Ruta 5 in östlicher Richtung nach Betanzos und weiter zur Hauptstadt Sucre. Zehn Kilometer hinter Betanzos überquert die Nationalstraße den Río Khoña Paya, und sieben Kilometer später zweigt eine Landstraße in nördlicher Richtung ab, die nach weiteren sieben Kilometern Buey Tambo erreicht.

## Bevölkerung
Die Einwohnerzahl der Ortschaft hat sich zwischen 2001 und 2012 kaum verändert:
| Jahr | Einwohner         | Quelle       |
| ---- | ----------------- | ------------ |
| 1992 | keine Detaildaten | Volkszählung |
| 2001 | 600               | Volkszählung |
| 2012 | 612               | Volkszählung |
| 2024 |                   | Volkszählung |